# John Garrels
John Carlyle Garrels (Bay City, 18 novembre 1885 – Grosse Ile Township, 21 ottobre 1956) è stato un ostacolista, pesista e discobolo statunitense.

## Biografia
Ai Giochi olimpici di Londra 1908 vinse la medaglia d'argento nei 110 metri ostacoli e quella di bronzo nel getto del peso. Prese parte anche alle gare del lancio del disco normale e stile greco, senza però qualificarsi per la finale.

## Palmarès
| Anno | Manifestazione  | Sede   | Evento                       | Risultato | Prestazione | Note |
| ---- | --------------- | ------ | ---------------------------- | --------- | ----------- | ---- |
| 1908 | Giochi olimpici | Londra | 110 metri ostacoli           | Argento   | 15"7 s      |      |
| 1908 | Giochi olimpici | Londra | Getto del peso               | Bronzo    | 13,18 m     |      |
| 1908 | Giochi olimpici | Londra | Lancio del disco             | n/d       | n/d         |      |
| 1908 | Giochi olimpici | Londra | Lancio del disco stile greco | n/d       | n/d         |      |